# Benoit Taurel
André Benoist Barreau Taurel (Parijs, 6 september 1794 – Amsterdam, 11 februari 1859) was een Frans-Nederlands graveur en etser. Hij voerde de namen Barreau, Barreau dit Taurel en Taurel.

## Leven en werk
Benoit Taurel werd geboren in Parijs als een zoon van de militair André Victor Taurel en Anne Barreau. Hij werd opgeleid aan de École des beaux-arts en was een leerling van François-André Vincent, Guérin (tekenen) en Charles-Clément Bervic (graveren). In 1818 won hij voor zijn graveerkunst de Prix de Rome van de Parijse academie, wat hem in staat stelde tot 1823 in Rome te wonen en werken. Hij maakte vooral gravures en etsen. In 1828 werd Taurel benoemd tot directeur werd van de graveerschool van de Koninklijke Academie in Amsterdam en verhuisde hij met zijn gezin naar Nederland. Taurel werd benoemd tot lid van de koninklijke Academie te Antwerpen, lid van het Koninklijk Nederlandsch Instituut en in 1843 tot ridder in de Orde van de Eikenkroon. Hij was mede-oprichter van Arti et Amicitiae. Enkele leerlingen van hem waren, naast zijn zoons, Henricus Wilhelmus Couwenberg, Johannes de Mare, J.H. Rennefeld en Paul Tétar van Elven.
Hij trouwde in 1819 in Italië met Henriette Ursule Claire Thévenin (overleden 1836), adoptief dochter van historieschilder Charles Thévenin, directeur van de Franse Academie in Rome. Hun zoons Edouard (1824-1892), Augustin (1828-1879) en André Taurel (1833-1866) volgden hun vader in het kunstenaarsvak. Hij hertrouwde in 1846 met Augustine Deria (overleden 1861), waarbij onder anderen architect Martinus Gerardus Tetar van Elven en beeldhouwer Louis Royer als getuige optraden.
Taurel overleed op 64-jarige leeftijd en werd begraven op begraafplaats De Liefde.

## Enkele werken

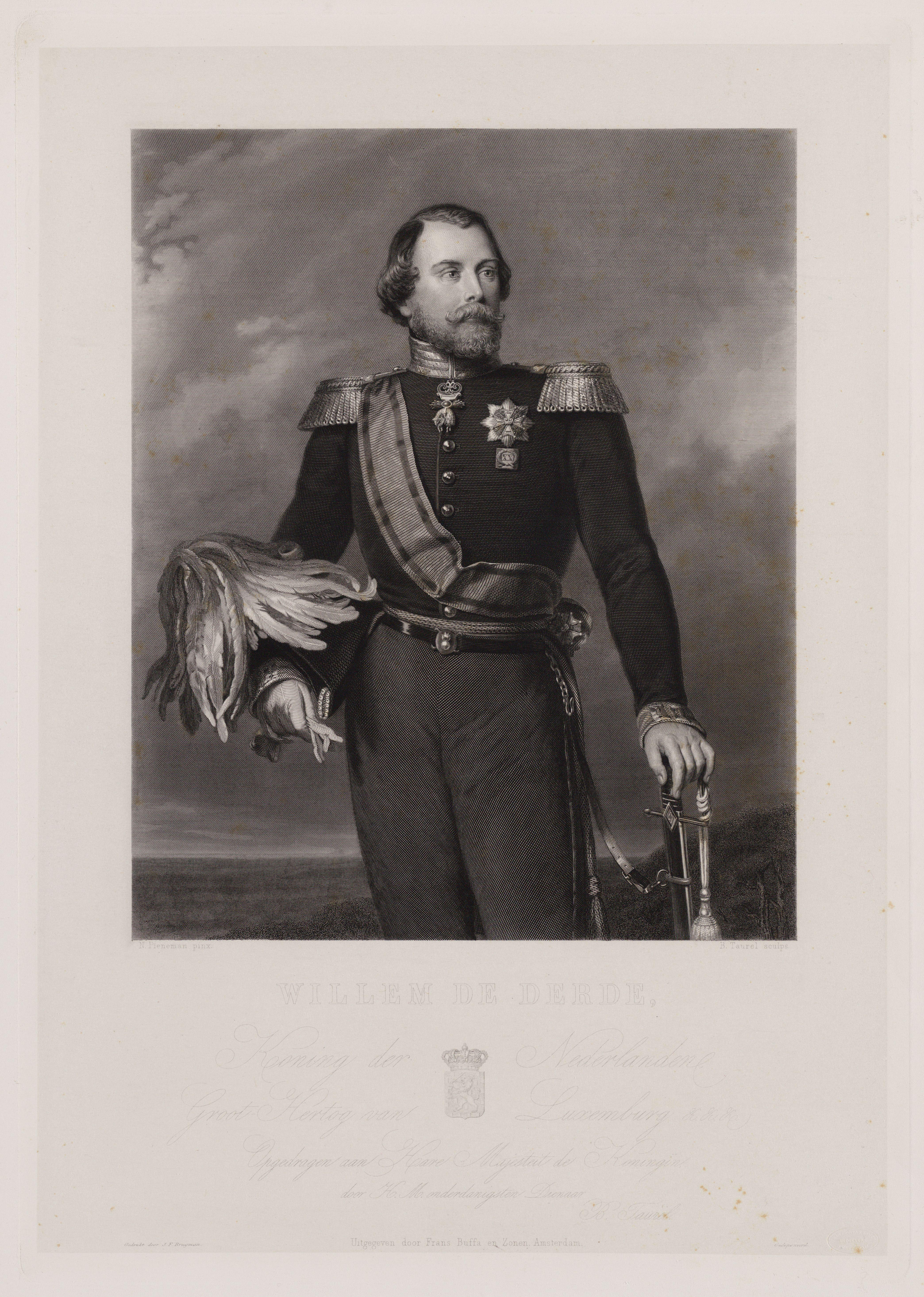
Willem III
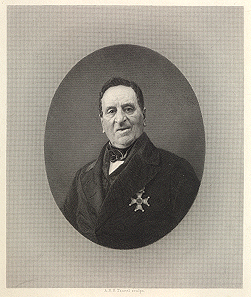
Hendrik Tollens